# Sinodiano
Sinodiano (fl. XI secolo) fu il catapano d'Italia dal febbraio all'aprile del 1042.

## Biografia
Sinodiano fu nominato catapano dall'imperatore bizantino Michele V Calafato (1041-1042), visto che il catapano Exaugusto Boioannes era stato imprigionato dai Normanni, il 3 settembre 1041 a seguito della battaglia di Montepeloso. Egli arrivò in Italia nel febbraio del 1042, periodo in cui fu rilasciato Exagusto, ma oramai era lui il nuovo catapano. Egli immediatamente chiese ai ribelli la consegna di tutte le città pugliesi che erano state strappate all'impero bizantino, iniziò a creare un esercito per riconquistarle. Non sappiamo come mai solo due mesi dopo (aprile) fu richiamato dall'imperatrice Zoe, che era diventata unica sovrana con la morte di Michele, al suo posto diventò catapano Giorgio Maniace. Da questo momento in poi non abbiamo più notizie di Sinodiano.